# Varga Károly (sportlövő)
Varga Károly (Budapest, 1955. szeptember 28. –) olimpiai bajnok magyar sportlövő (sportpuska), rendőr alezredes.

## Sportpályafutása
1972-ben kezdte sportlövő pályafutását a Magyar Honvédelmi Szövetségben, annak különböző klubjaiban szerepelt (Kismotor- és Gépgyár Lövőklub, CSMHTG Lövőklub, Központi Lövész Klubja, Diósgyőri Lövészklub). Legnagyobb sikerét a Központi Lövészklub versenyzőjeként érte el, amikor Hammerl László akkori szövetségi kapitány behívta a válogatottba, holott nemzetközi eredménye addig nem volt, de az 1980-as moszkvai nyári olimpián kisöbű sportpuskában (60 lövéses fekvő) meglepetésre olimpiai aranyérmet szerzett világcsúccsal, mely az első magyar arany volt Moszkvában. 1983-ban az Újpesti Dózsa versenyzője lett. 1986-ig volt a válogatott keret tagja. Pályafutása során 1986-ban világbajnokságon, 1981-ben, 1983-ban és 1985-ben Európa-bajnokságon is szerepelt, de nem került a dobogóra.
Pályafutása során háromszor nyert országos bajnokságot.

## Rendőri pályafutása
Még sportolóként elvégezte a Testnevelési Főiskola szakedzői szakát, majd diplomát szerzett a Rendőrtiszti Főiskolán. Először a csopaki rendőr tiszthelyettesi iskola oktatója volt, majd Budapesten az Országos Rendőr-főkapitányságnál lőtérvezető és a kiképzés oktatásvezetője lett alezredesi rendfokozatban.

## Díjai, elismerései
- Az év magyar sportlövője (1980)